# Bruriah
Bruriah és una de les poques dones catalogada com sàvia en el Talmud. És l'esposa de Meir Baal ha-Ness i la filla del Rabí Haninah ben Teradion, un dels 10 Màrtirs.